# Lithacodia unguapicata
Lithacodia unguapicata là một loài bướm đêm trong họ Noctuidae.